# Forge du Moulinet
La forge du Moulinet est située dans la commune de Saint-Front-sur-Lémance (Lot-et-Garonne).

## Localisation
La forge du Moulinet est sur le territoire de la commune de Saint-Front-sur-Lémance en Lot-et-Garonne, en Nouvelle-Aquitaine.

## Historique
La vallée de la Lémance a été productrice de fer. Son sous-sol est riche en minerai de fer qui peut affleurer, mais aussi d'éléments nécessaires à la production de fonte et de fer :
- le bois, permettant de produire du charbon de bois,
- l'eau, pour actionner les moulins[1] et les soufflets pour augmenter la température nécessaire à la fusion,
- la pierre à chaux utilisée sous sa forme concassée, la castine, qui mélangée au minerai de fer permet d'abaisser sa température de fusion.

Au début de cette métallurgie du fer dans la région, on a utilisé des bas fourneaux, simples cavités creusées dans le sol avec des tuyères et des soufflets pour activer le feu. La trace de l'activité de ce type de métallurgie du fer se voit encore dans la présence de scories appelées localement les « canailles ».
À partir du XVIe siècle, on voit apparaître dans la région les hauts fourneaux. Entre Blanquefort-sur-Briolance et Bonaguil, il y a au moins eu cinq hauts fourneaux. Le haut fourneau de Blanquefort, dont voir un exemplaire du XIXe siècle est visible au pied du château et à côté de la mairie, est déjà cité en 1676 dans le dénombrement des biens de Jean-Hector de Roquefeuil, avant de passer par héritage aux Pechpeyroux-Beaucaire jusqu'à la Révolution.
La forge du Moulinet est située dans la paroisse de Lastreilles mais utilisait la force motrice de la Lémance. Le ruisseau de Lastreilles coule à une centaine de mètres à l'aval et servait à faire fonctionner une forge près de ce village et appartenait à la famille de Fumel-Roquefeuil. Le Moulinet appartient alors au sieur Laulanié et son haut fourneau produisait annuellement 100 tonnes de fer.
Aucune trace écrite de la forge du Moulinet datant d'avant la moitié du XVIIIe siècle n'a été trouvée. La première mention se trouve dans le rapport Desmarets de 1764 cité par Peyronnet d'après les travaux de Mlle Bourrachot.
En avril 1788, la subdélégation de Villeneuve-sur-Lot cite deux forges à Lastreilles et deux à Cuzorn. L'autre forge de Lastreilles est celle de Grèzes appartient à la famille de Fumel-Montaigu. Elle fabrique des chaudières expédiées dans les « isles d'Amérique », c'est-à-dire aux Antilles, des outils aratoires, puis des boulets. Les deux forges de Lastreilles ont été établies en vertu de lettres patentes.
Pendant la Révolution la forge du Moulinet produit des canons, mais en 1811 elle ne figure plus sur les états des forges. Il semble que pendant ces années la forge du Moulinet ait fonctionné en régie. Les régisseurs ont été successivement Fontanet, Beynac puis Gignoux et Cie. Ce système permettait de confier la gestion de plusieurs forges au même régisseur, mais avec l'inconvénient qu'il pouvait favoriser une forge au détriment d'une autre. Gignoux et Cie exploitait la forge de Grèzes et celle du Moulinet.
La personne chargée de vérifier la marche des forges note que « lors de la visite que j'ai faite au Moulinet en 1816, je n'ai vu qu'un fourneau peu élevé et très délabré n'ayant pas été en activité depuis fort longtemps et ensuite un petit feu de forge où l'on avait fait fondre du minerai par une méthode qui a quelques rapports avec la méthode catalane... depuis plus de dix ans l'usine est affermée au régisseur de forge de Grèzes...»
L'activité des forges de la Lémance ne va reprendre qu'après 1820, en application de la loi du 21 avril 1810 et des arrêtés de 1811. L'explication en est donnée dans un rapport rédigé par M. Gardien le 12 décembre 1822 adressé aux maîtres de forges de la Dordogne et du Lot-et-Garonne : « Il est reconnu que depuis 1814 la prospérité des forges du Périgord a constamment décliné, en raison des concurrents étrangers d'une part et des améliorations introduites dans les fabrications de plusieurs établissements français d'autre part ... »
« Les fers étrangers sont frappés actuellement de droits énormes. Les maîtres de forges, ainsi ranimés, doivent non seulement se livrer à leurs spéculations habituelles, mais s'empresser d'adopter des procédés plus économiques qui peuvent convenir, car il ne faut pas s'y tromper, le tarif actuel n'est que provisoire : il n'a été accordé que comme un encouragement temporaire, pour laisser aux fabricants la facilité d'adopter peu à peu les nouveaux perfectionnements ».
Cette mesure devait permettre aux maîtres de forges de combler le retard technique qu'avaient pris leurs forges pendant la Révolution et les rendre concurrentielles. Cette reprise ne va pas être possible dans la vallée de la Lémance car elle va se heurter à deux difficultés :
- les perfectionnements des hauts fourneaux, en particulier en Angleterre, avaient été permis par le remplacement du charbon de bois par le charbon de terre. La région n'en possédait pas ;
- les voies de transport, route et chemin de fer, qui auraient été nécessaires n'ont été opérationnelles que dans les années 1860.

Cependant M. Laulanié va essayer de sauver la forge du Moulinet. Il écrit au préfet le 6 mars 1826 pour obtenir son maintien en activité. L'ordonnance royale du 7 avril 1830 autorise le sieur Laulanié à maintenir en activité sa forge à feu du Moulinet et à remplacer le moulin à blé par un martinet à deux feux. Il est autorisé à remplacer la vanne de fond (vanne de décharge) par deux prises d'eau, une pour faire fonctionner la machine soufflante, l'autre pour le roulement d'une barrique en fonte (suivant une méthode proche de la méthode catalane). Avec sa demande M. Laulanié avait joint le plan de l'usine qu'il voulait construire mais qui n'a jamais été achevée.
La production des forges a atteint son maximum en 1832. La forge du Moulinet produit des bombes pour l'arsenal de Toulon. En 1836, le préfet note dans son rapport que les forges sont prospères. En 1840, Laulanié emploie au Moulinet 24 ouvriers.
La forge du Moulinet et le haut fourneau ont été totalement reconstruits avant 1857. Mais Napoléon III, encouragé par des économistes, va supprimer les droits de douane importants qui protégeaient les producteurs. Le traité de Libre-échange est signé avec l'Angleterre le 23 janvier 1860. Les forges de Sauveterre, Les Grèzes, Le Moulinet, Blanquefort, La Brame sont éteintes.
Laulanié vend Le Moulinet à Jean Costes en 1868. Sur l'en-tête des lettres on peut voir la mise en place de la diversification de la production : « Exploitations de minerai de fer. Mouture de ciments. Fers et fontes. Pièces ébauchées. Vente de houille. Scieries de bois ».
Jean Costes s'est associé avec Joseph Rabot qui a construit un four à chaux à Costeraste. Sur le papier à lettres de Joseph Rabot, on peut lire : « Joseph Rabot successeur de Mrs Laulanié Frères ».
En 1887, on trouve au Moulinet François Delrieu, gendre de Joseph Costes. Des modifications ont continué à être faites au Moulinet. Le haut fourneau est resté pratiquement celui refait avant 1857 sauf qu'un cubilot a été ajouté sur sa face est pour obtenir une fonte chaude de seconde fusion permettant une capacité de production de 500 kg par heure. La forge du Moulinet fonctionne encore en 1899.
La forge du Moulinet a été inscrite au titre des monuments historiques en 1975,.